# Anne L'Huillierová
Anne Geneviève L'Huillierová ([an lɥi.je]; * 16. srpna 1958 Paříž) je francouzsko-švédská fyzička a profesorka atomové fyziky na Lundské univerzitě ve Švédsku.
Vede attosekundovou fyzikální skupinu, která studuje pohyby elektronů v reálném čase, což je využíváno k pochopení chemických reakcí na atomové úrovni. Její experimentální a teoretické výzkumy se zasloužily o položení základů oboru attochemie. V roce 2003 ona a její skupina pokořili světový rekord pro nejkratší laserový pulz, 170 attosekund.
L'Huillierová se v roce 2004 stala členkou Královské švédské akademie věd. Získala několik ocenění za fyziku včetně Wolfovy ceny za fyziku v roce 2022 a Nobelovy ceny za fyziku v roce 2023.

## Biografie

### Vzdělání
Anne L'Huillierová se narodila v roce 1958 v Paříži. Získala dvojitý magisterský titul v teoretické fyzice a matematice. Později získala doktorát na Univerzitě Paříž VI. Její disertační práce se týkala mnohočetné multifotonové ionizace v laserových polích vysoké intenzity. Svou disertační práci prováděla na Commissariat à l'énergie atomique et aux énergies alternatives (CEA) poblíž Paříže.

### Kariéra
Jako postdoktorandka pracovala na Chalmersově technické univerzitě v Göteborgu ve Švédsku a na Univerzitě Jižní Kalifornie v Los Angeles ve Spojených státech amerických. V roce 1986 získala stálou pozici výzkumníka v CEA v Saclay.
V roce 1992 se zúčastnila experimentu v Lundu, kde byl instalován jeden z prvních titanovo-safírových pevnolátkových laserových systémů pro femtosekundové pulsy v Evropě. V roce 1994 se přestěhovala do Švédska, kde byla v roce 1995 jmenována lektorkou na Lundské univerzitě a v roce 1997 profesorkou.

## Výzkum
L’Huillierová využívá attosekundové zdroje ke studiu ultrarychlé dynamiky elektronů v atomových a molekulárních systémech. V roce 2003 její skupina překonala světový rekord pro nejkratší laserový pulz, který trval 170 attosekund. Tyto attosekundové zdroje jsou považovány za nejrychlejší kamery na světě, využívající extrémně krátké pulzy světla k měření elektronů při jejich pohybu nebo změně energie. Metody L’Huillierové pro studium a manipulaci s elektrony pomocí světla umožňují studovat elektronické procesy během chemických reakcí.

## Vyznamenání a ocenění
L'Huillierová byla v letech 2007 až 2015 členkou Nobelova výboru pro fyziku a od roku 2004 je členkou Švédské akademie věd. V roce 2003 obdržela cenu Julia Springera. V roce 2011 získala cenu UNESCO L'Oréal. V roce 2013 jí byla udělena výzkumná cena Carl-Zeiss, medaile Blaise Pascala a čestný titul na Univerzitě Paříž VI (UPMC). V roce 2018 byla zvolena zahraniční spolupracovnicí Národní akademie věd Spojených států amerických. O rok později, v roce 2019, získala cenu za základní aspekty kvantové elektroniky a optiky, kterou vyhlásila Evropská fyzikální společnost. Anne L'Huillierová je členkou Americké fyzikální společnosti a Americké optické společnosti.
V roce 2021 byla oceněná cenou Americké optické společnosti, cenou Maxe Borna, za „průkopnickou práci v ultrarychlé laserové vědě a attosekundové fyzice“. V roce 2022 obdržela společně s Ferencem Krauszem a Paulem Corkumem Wolfovu cenu za fyziku za „průkopnické příspěvky k ultrarychlé laserové vědě a attosekundové fyzice“. Také v roce 2022 byli všichni tři oceněni cenou nadace BBVA. V roce 2023 jí byla společně s Krauszem a Pierrem Agostinim udělena Nobelova cena za fyziku za „experimentální metody, které generují attosekundové pulsy světla pro studium dynamiky elektronů v hmotě“.